# Cala Caldés
La playa Cala Caldés está situada en San Juan Bautista, en la parte norte de la isla de Ibiza, en la comunidad autónoma de las Islas Baleares, España.
Es una playa de 50 metros de longitud y 10 metros de anchura media, con acceso algo dificultoso, rodeada de acantilados. El acceso con coche ha de ser con vehículo todo terreno,enjoy your visit.